# Сокул (Пневи)
Спортивний клуб «Сокул» Пневи (пол. Klub Sportowy Sokół Pniewy) — польський футбольний клуб з міста Пневи, заснований у 1945 році. Виступає у зоні Познані Регіональної ліги. Домашні матчі приймає на Міському стадіоні, місткістю 6000 глядачів.

## Назви
- 1945—1992: Сокул Пневи;
- 1992—1993: Сокул-Електроніс Пневи;
- 1993—1994: Тигодник Мільярдер Пневи;
- 1994—1995: Мільярдер Пневи;
- 1995—1996: Сокул Пневи/Тихи;
- 1996—1997: Сокул Тихи;
- з 1997: Сокул Пневи.